# Klart till drabbning (sång)
Klart till drabbning är en sång skriven av Jules Sylvain och Åke Söderblom till filmen med samma namn.
I filmen sjöngs melodin av dess ena upphovsman, Söderblom, tillsammans med Thor Modéen. På skiva valde Söderblom däremot att sjunga in den som duett med den kvinnliga huvudrollsinnehavaren Sickan Carlsson. För ackompanjemanget stod Arne Hülphers orkester. Inspelningen utgavs i april 1937 på Odeon D-2883..
Sickan Carlsson sjöng på nytt in sången på skiva 1990, då i duett med Svullo på hans album Ride on..

## I populärkultur
- En populärkulturell referens förekommer i dagboksromanen Berts bravader från 1991, där Bert, Lill-Erik, Åke och Benny i maj sjunger sången, tillsammans med Whole Lotta Shakin' Goin' On, på bussen i samband med ett Mors dag-firande.[4]

### Fotnoter
1. ↑  Musikuppgifter för Klart till drabbning i Svensk Filmdatabas
2. ↑  ”Svensk mediedatabas”. http://smdb.kb.se/catalog/id/000089676. Läst 3 november 2011.
3. ↑  ”Svensk mediedatabas”. http://smdb.kb.se/catalog/id/001476599. Läst 3 november 2011.
4. ↑  Jacbosson, Olsson, Anders, Sören. Berts bravader. Rabén & Sjögren